# 吴官屯石窟
吴官屯石窟，位于中华人民共和国山西省大同市云冈区云冈镇吴官屯村，已列为全国重点文物保护单位。

## 保护
2016年6月6日，吴官屯石窟由山西省人民政府公布为第五批山西省文物保护单位。2019年10月7日公布为第八批全国重点文物保护单位，并入第一批全国重点文物保护单位云冈石窟。